# Obnica

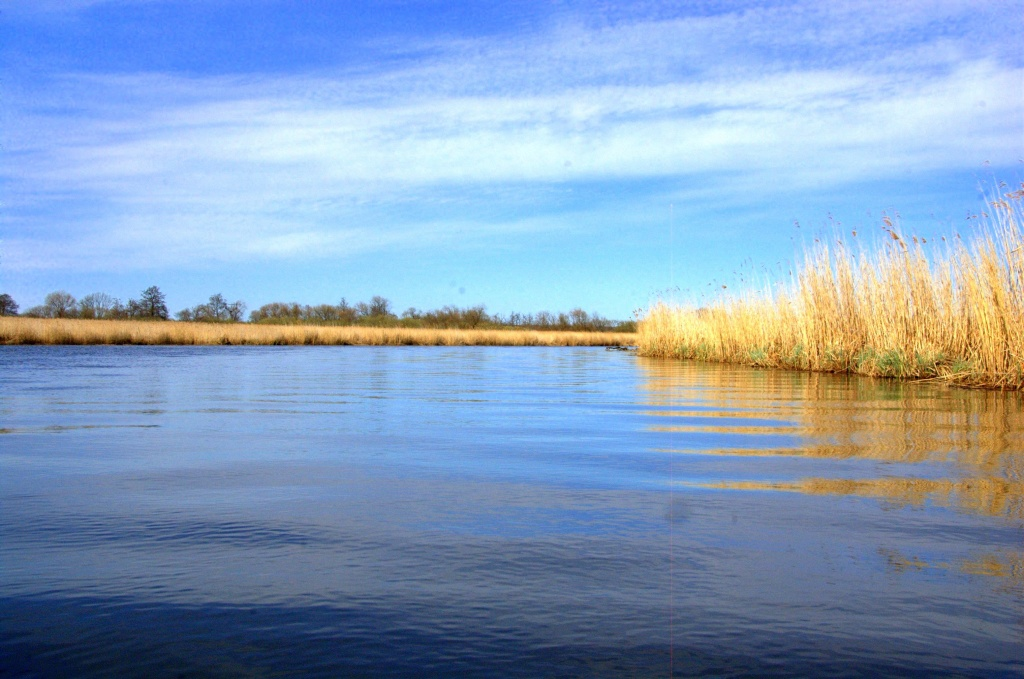
Obnica Północna

Obnica (niem. Wobnitz) – ramię boczne Regalicy, oddzielająca się w okolicy Klucza, obecnie za pomocą śluzy, opływająca wyspy: Krzaczasta, Wielkie Bagno Kurowskie a za Skośnicą oddzielająca Stare Pło i Wielkie Pło od Ustowskich Mokradeł. Uchodzi do Regalicy w Podjuchach dwoma ramionami pomiędzy którymi leży Obnicki Ostrów. Podzielona jest Skośnicą na dwie części, w taki sposób, że na odcinku około 300 m ich wody się nakładają. Z tego powodu wyróżnia się Obnicę Północną i Obnicę Południową.